# Hyper-V

Arquitectura de Hyper-V.

Hyper-V es un producto de virtualización desarrollado por Microsoft basado enhipervisor. Es compatible con sistemas con arquitectura de procesador de 64 bits  con soporte para paginación anidada.

## Historia
La versión beta de Hyper-V se incluyó por primera vez en Windows Server 2008, y la versión definitiva se publicó el 26 de junio de 2008. La versión de Hyper-V, incluida en Windows Server 2008 R2 como rol de servidor, agregó mejoras y nuevas funcionalidades como Live Migration, almacenamiento en máquinas virtuales dinámicas, y compatibilidad mejorada con procesadores y redes.
Con el lanzamiento de Windows 8 y ediciones posteriores de Windows, como Windows 8.1, Windows 10 y Windows 11, se agregó la característica opcional de Hyper-V solo para ediciones Pro y Enterprise en sistemas de 64 bits.

## Características
Entorno informático: Las máquinas virtuales Hyper-V incluyen los mismos componentes que una computadora física como la memoria, el procesador, almacenamiento y redes. Todos los componentes tienen características y opciones configurables para satisfacer distintas necesidades.
Recuperación ante desastres y copia de seguridad: Hyper-V realiza una copia de máquinas virtuales, destinadas a almacenarse en otra ubicación física, para que puedan ser restauradas posteriormente. Hyper-V ofrece dos tipos de copia de seguridad, una que utiliza estados guardados y otra que usa el servicio Volume Shadow Copy Service (VSS) para poder hacer copias de seguridad consistentes con los programas que admiten VVS.
Optimización: Cada sistema operativo invitado compatible tiene un conjunto personalizado de servicios  y controladores, denominados servicios de integración, los cuales facilitan el uso del sistema operativo en una máquina virtual Hyper-V.
Portabilidad: Cuenta con funciones como la migración en vivo, la migración de almacenamiento y la importación/Exportación hacen más sencillo el traslado o distribución de las máquinas virtuales.
Conectividad Remota: Hyper-V incluye una herramienta de conexión remota para usar con Windows y Linux, la cual brinda acceso a la consola por lo que puede ver lo que sucede en el sistema invitado incluso cuando el sistema operativo aún no se ha iniciado.
Seguridad: El arranque seguro y las máquinas virtuales protegidas ayudan a proteger contra malware y otros accesos no autorizados a una máquina virtual y sus datos.

## Ventajas[5]
- Gestión mínima de controladores de dispositivos.
- Amplia gama de dispositivos compatibles.
- Flexibilidad de instalación de características adicionales como el módulo de arranque seguro[6]
- Alta resistencia al código externo corrupto.
- Cero tiempo de inactividad para realizar tareas de mantenimiento o aplicar actualizaciones de seguridad.
- Servicios fácilmente escalables.

## Desventajas[5]
- Un bloqueo del sistema operativo principal bloqueará todas las máquinas virtuales
- El sistema operativo debe estar instalado para que la capa de hipervisor funcione
- Las actualizaciones frecuentes del sistema operativo y de seguridad se traducen en más gastos generales
- Falta de soporte para plantillas de servicio.